# Cangoderces milani
Cangoderces milani is een spinnensoort uit de familie van de Telemidae. De wetenschappelijke naam van de soort werd voor het eerst geldig gepubliceerd in 2011 door Wang en Li.